# Historia del uniforme del Club de Fútbol Atlante

## Evolución del Uniforme
La piel del Atlante FC siempre ha tenido los colores azulgranas, con rayas verticales, solamente han variado los tonos y el grosor de las franjas, la variante más significativa han sido las medias blancas, mismas que se empezaron a utilizar en la década de los 80´s y 90´s. Posteriormente, se volvió a las tradicionales medias azules.

### Primer Uniforme
| 1916 | 1936 |  | 1943 |  | 1971 | 1981 |  | 1985 | 1987 | 1989 | 1994 | 1996 |  |

| 1999 | 2000 | 2002 | 2005 | 2006 | 2007 | 2009 | 2009-10 | 2010-11 | 2011-12 |  |

| Ape - 2012 | 2013 | Cla - 2014 | Ape - 2014 | Cla 2015 | 2016-17 | 2017-18 | 2018-19 | 2019-20 | 2020-21 |

### Segundo Uniforme
| 1943 | 1971 | 1981 | 1985 | 1987 | 1996 | 1999 | 2000 | 2002 | 2005 |  |

| 2006 | 2009 | 2010 | 2011-12 | 2012 | 2013 | 2014 | Ape 2014 | Cla 2015 | 2016-17 |

| 2017-18 | 2018-19 | 2019-20 | 2020-21 |

### Tercer Uniforme
| 2000 | 2005 | 2007 | 2009-10 | 2011-12 | 2012 | 2013 | Ape 2014 | Cla 2015-2016 | 2016-17 | 2017-18 |

| 2018-19 | 2019-20 |

### Uniforme Portero
| 2006 | 2009 | 2010-11 | 2011-12 | 2012 | 2013 | 2014 | 2014-15 |

## Proveedores y Patrocinadores
| Logo | Proveedor | Período         |
| ---- | --------- | --------------- |
|      | Estrella  | 1980-1984       |
|      | Adidas    | 1984-1987       |
|      | Garcis    | 1987-2008       |
|      | Atlética  | 2009-2010       |
|      | Kelme     | 2010            |
|      | Garcis    | 2011-2012       |
|      | Kappa     | 2013            |
|      | Joma      | 2014            |
|      | Kappa     | 2015-2019       |
|      | Uln       | 2019-2020       |
|      | Keuka     | 2020-2022       |
|      | Joma      | 2023-Actualidad |

### Patrocinadores
Patrocinador principal: 
- Betcris

Otros patrocinadores:
- Kosako
- Electrolit
- Megacable
- Mediotiempo
- Sportsworld
- Waterloo Coyame
- Heroes NFT Club
- Jack Link's
- Krispy Kreme
- MCA Investment Advisors
- Passline
- Carl's Jr.

- Datos: Q20994401